# Кирил Жечев
Кирил Жечев (болг. Киро (Кирил) Жечев Жечев) нар. 19 грудня 1877, Котел — пом. невідомо — болгарський офіцер (генерал-лейтенант).

## Біографія
Народився 19 грудня 1877 в місті Котел, був братом генерала Рафаїла Жечева. Закінчив Військове училище в Софії. Брав участь у Першій, Другій Балканських війнах та Першій світовій війні. Під час Першої світової війни командир 19-го прикордонного батальйону складі Першої армії. З 1932 у запасі.

## Військові звання
- Лейтенант 1 січня 1903
- Капітан — 31 грудня 1906
- Майор — 14 липня 1913
- Підполковник — 16 грудня 1917
- Полковник — 4 травня 1920
- Генерал-майор — 9 березня 1928
- Генерал-лейтенант — 15 листопада 1932